# Hillsboro (Nuevo México)
Hillsboro es un lugar designado por el censo ubicado en el condado de Sierra en el estado estadounidense de Nuevo México. En el Censo de 2010 tenía una población de 124 habitantes y una densidad poblacional de 22,44 personas por km².

## Geografía
Hillsboro se encuentra ubicado en las coordenadas 32°55′19″N 107°34′38″O / 32.92194, -107.57722. Según la Oficina del Censo de los Estados Unidos, Hillsboro tiene una superficie total de 5.53 km², de la cual 5.53 km² corresponden a tierra firme y (0%) 0 km² es agua.

## Demografía
Según el censo de 2010, había 124 personas residiendo en Hillsboro. La densidad de población era de 22,44 hab./km². De los 124 habitantes, Hillsboro estaba compuesto por el 89.52% blancos, el 0% eran afroamericanos, el 3.23% eran amerindios, el 1.61% eran asiáticos, el 0% eran isleños del Pacífico, el 1.61% eran de otras razas y el 4.03% pertenecían a dos o más razas. Del total de la población el 8.87% eran hispanos o latinos de cualquier raza.